# Мост на Ријеци Црнојевића
Ријека Црнојевића мост, такође познат и као Данилов мост, је мост у насељу Ријека Црнојевића на Цетињу. Мост прелази преко Ријеке Црнојевића и један је од најзначајнијих историјских споменика и туристичких атракција у општини Цетиње. Мост је повезивао Ријеку Црнојевића са средњовјековним градом Ободом, смештеним на брду преко реке, где је била и прва јужнословенска и српска штампарија Црнојевића.

## Опште информације
Градњу моста наредио је 1853. године црногорски књаз Данило I, који је подигао мост у спомен на свог оца Станка Петровића. На левој обали реке, поред моста, Данило је саградио и једноспратницу, у народу звану Мостина.
Данилов мост заменио је досадашњи дрвени мост преко реке, који је саградио његов претходник Петар II Петровић Његош. Данилов мост је дволучни кречњачки мост. Његова укупна дужина је 43 метра.